# 恩佐·罗博蒂
恩佐·罗博蒂（義大利語：Enzo Robotti，1935年6月13日—），意大利男子足球运动员，场上位置是后卫。他曾代表意大利国家队参加1962年国际足联世界杯，结果获得第九名。